# Костадин Лостов
Костадин Лостов е български революционер, деец на Вътрешната македоно-одринска революционна организация, и политик.

## Биография
Костадин Лостов е роден в 1862 година в малкотърновското село Гьоктепе, тогава в Османската империя, днес Звездец, България. Занимава се със земеделие и държи малка бакалия и кръчма. Влиза във ВМОРО и участва в Илинденско-Преображенското въстание с четата на Киро Узунов. Лостов е охрана на конгреса на Петрова нива и участва в сражението с османска войска в Мелехраново.
След освобождението на Малкотърновско по време на Балканската война, става пръв председател на тричленната общинска комисия (кмет) на Гьоктепе – от 1 декември 1913 до 3 февруари 1914 година и от 18 февруари 1914 до 12 март 1919 година. Член е на Демократическата партия. След Деветоюнския преврат в 1923 година, влиза в Демократическия сговор. От сговористката листа е избран за общински съветник и кмет (23 март 1926 – 5 април 1928). Лостов има демократични убеждения и провежда демократични политики, като се опитва да решава проблемите на Гьоктепенската община. След това продължава да се занимава със земеделие и кръчмарство.
Костадин Лостов умира в 1937 година в Звездец.